# Акола
Ако́ла (англ. Akola, маратхи अकोला) — город в индийском штате Махараштра. Административный центр округа Акола.

## География и климат
Расположен примерно в 584 км к северо-востоку от Мумбаи и в 250 км к юго-западу от Нагпура. Средняя высота города над уровнем моря — 282 метра. Через Аколу протекает река Морна; к северу от города протекает крупная река Пурна. К северу от Аколы располагаются холмы Мелгхат.
Климат города можно охарактеризовать как тропический климат с сухой зимой и дождливым летом. Средняя годовая температура составляет 24,9 °C. Самый жаркий месяц — май, со средней температурой 29,9 °C. Самый холодный месяц — январь, средняя температура которого составляет 20,7 °C. Таким образом, амплитуда средних месячных температур составляет 9,2 °C. Средняя годовая норма осадков — около 644 мм. Самый засушливый месяц — январь (средняя норма осадков — 0 мм), самый дождливый — июль (199 мм). Сезон дождей продолжается с июня по сентябрь.

## Население
По данным переписи 2011 года население города составляет 427 146 человек.
По данным всеиндийской переписи 2001 года, в городе проживало 399 978 человек, из которых мужчины составляли 52 %, а женщины — соответственно 48 %. Уровень грамотности взрослого населения составлял 75 % (при общеиндийском показателе 59,5 %). 13 % населения было моложе 6 лет.

## Экономика
Экономика города и его окрестностей основана на выращивании хлопка и бобовых, текстильной промышленности и других отраслях. Развита торговля. В Аколе расположена ТЭЦ.

## Транспорт
В 7 км от города имеется аэропорт Акола, принимающий местные рейсы. Ближайшие международные аэропорты находятся в Нагпуре (250 км) и Аурангабаде (265 км). Через город проходит национальное шоссе № 6 (NH6), соединяющее Сурат и Калькутту. Это шоссе является частью азиатского шоссе № 46 (AH46). В границах муниципалитета проходят также шоссе штата № 68 и № 69. Имеется железнодорожное сообщение.